# Tápia
Tápia (románul: Tapia) település Romániában, a Bánságban, Temes megyében.

## Fekvése
Lugostól keletre, Harmad, Szendelak és Lugos közt fekvő település.

## Története
Tápia nevét 1761-ben Tapia néven említették először.
Kamarai birtok volt. Lakosai szőlőműveléssel, borászattal foglalkoznak.
1910-ben 513 lakosából 4 magyar, 10 német, 499 román volt. Ebből 13 római katolikus, 500 görögkeleti ortodox volt.
A trianoni békeszerződés előtt Krassó-Szörény vármegye Temesi járásához tartozott.

## Hivatkozások

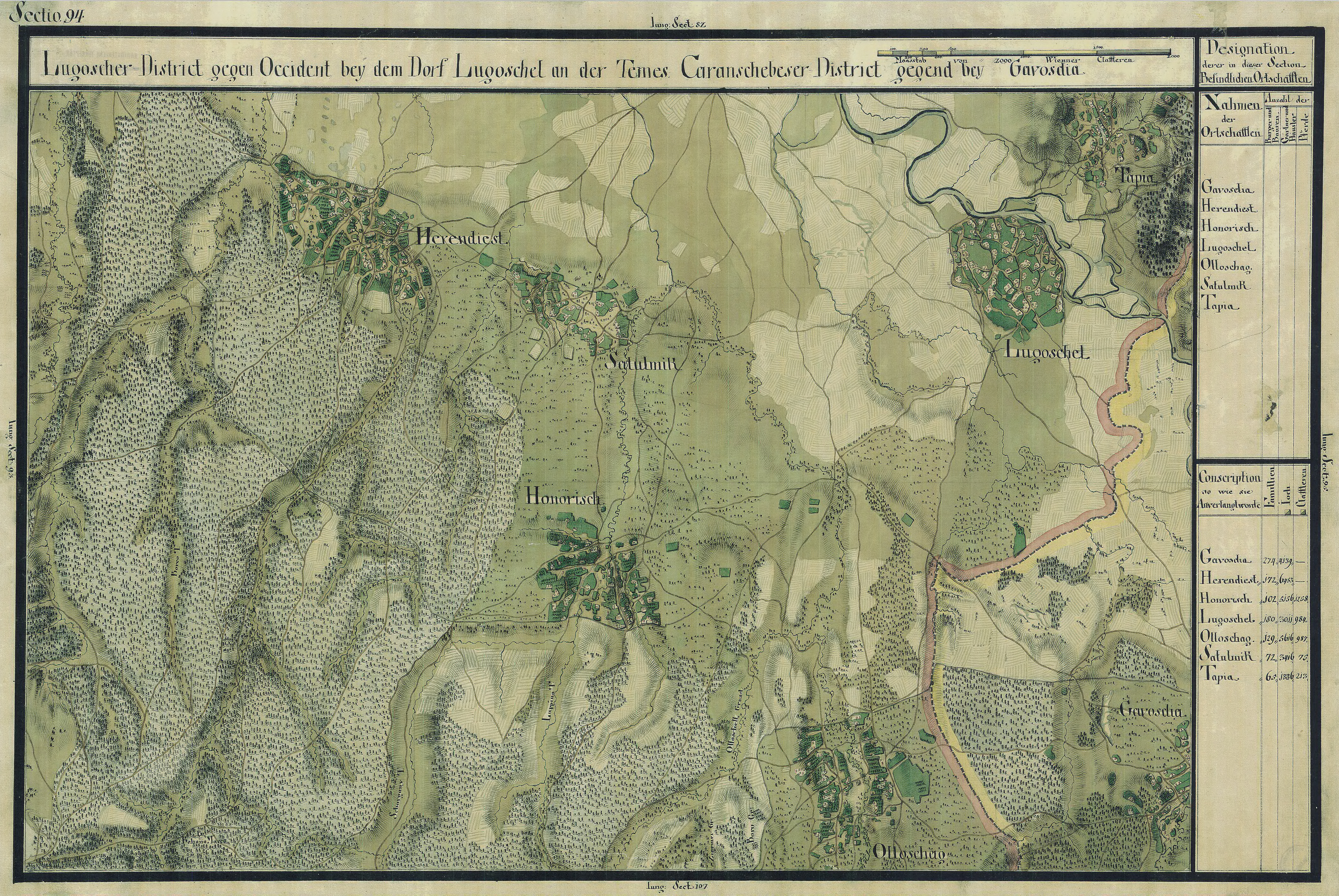
Tápia egy régi katonai térképen